# Hannes Ocik
Hannes Ocik, né le 8 juin 1991 à Rostock, est un rameur allemand.

## Palmarès

### Jeux olympiques
- 2020 à Tokyo,  Japon
  -  Médaille d'argent en huit
- 2016 à Rio de Janeiro,  Brésil
  -  Médaille d'argent en huit

### Championnats du monde
- 2013, à Chungju ( Corée du Sud)

### Championnats d'Europe
- 2013, à Séville ( Espagne)
- 2015, à Poznań ( Pologne)
  -  Médaille d'or en Huit